# Seznam poslancev Ljudske zbornice Nemške demokratične republike
Seznam poslancev Ljudske zbornice Nemške demokratične republike je krovni seznam.

## Po sklicih
- Seznam poslancev Ljudske zbornice Nemške demokratične republike (1950-1954)
- Seznam poslancev Ljudske zbornice Nemške demokratične republike (1954-1958)
- Seznam poslancev Ljudske zbornice Nemške demokratične republike (1958-1963)
- Seznam poslancev Ljudske zbornice Nemške demokratične republike (1963-1967)
- Seznam poslancev Ljudske zbornice Nemške demokratične republike (1967-1971)
- Seznam poslancev Ljudske zbornice Nemške demokratične republike (1971-1976)
- Seznam poslancev Ljudske zbornice Nemške demokratične republike (1976-1981)
- Seznam poslancev Ljudske zbornice Nemške demokratične republike (1981-1986)
- Seznam poslancev Ljudske zbornice Nemške demokratične republike (1986-1990)
- Seznam poslancev Ljudske zbornice Nemške demokratične republike (1990)

## Poimenski
- Poimenski seznam poslancev Ljudske zbornice Nemške demokratične republike